# Warehouses De Pauw
Warehouses De Pauw ist ein belgischer Betreiber von Logistikimmobilien. 
Im Jahr 2021 unterhielt WDP Lagerimmobilien mit einer Fläche von rund 6 Millionen Quadratmetern. Davon befanden sich zu diesem Zeitpunkt 4,5 Millionen Quadratmeter in den Benelux-Staaten. Der zweitgrößte Bestand von Immobilien befand sich 2021 mit 1,2 Millionen Quadratmetern in Rumänien. Weitere Immobilien wurden in Frankreich und Deutschland gehalten.
Zu den größten Kunden WDPs gehörten im Geschäftsjahr 2021 Logistikunternehmen wie Kühne + Nagel und Ceva Logistics sowie Lebensmittelhersteller und -händler wie Greenyard, Carrefour, Ahold Delhaize, The Greenery und Lidl. Weiterhin vermietet WDP einen großen Teil seiner Dachflächen an Betreiber von Photovoltaikanlagen.
Das Unternehmen wurde 1977 gegründet. Im Jahr 1999 ging das Unternehmen an die Börse.